# Kogen
Keizer Kogen (孝元天皇, Kōgen-tennō) was de achtste keizer van Japan, volgens de traditionele opvolgvolgorde.
De Japanners erkennen hem echter als een historische figuur maar studies hebben aangetoond dat hij nooit heeft bestaan. Er kunnen geen concrete datums over zijn leven worden gegeven en hij wordt eerder gezien als een legende door historici. In Kojiki en Nihonshoki werden alleen zijn naam en stamboom vermeld.
* Regent Jingu staat niet op de traditionele lijst.